# Kitamura Sayo

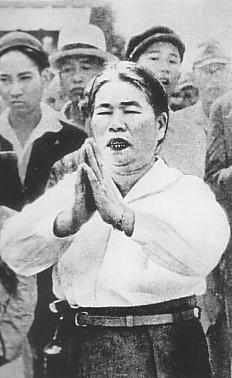
Sayo Kitamura

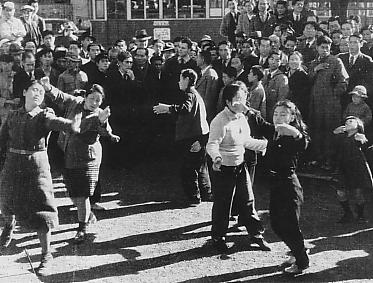
„Tanz des Nichtselbsts“

Kitamura Sayo (japanisch 北村 サヨ; * 1. Januar 1900 in Hizumi (Präfektur Yamaguchi); † 28. Dezember 1967) war eine japanische Gründerin einer neuen Religion.

## Leben und Wirken
Kitamura Sayo heiratete mit 21 Jahren Kitamura Seinoshin (北村 清之進) aus derselben Präfektur. Als starke, fröhliche und fürsorgliche Frau ertrug sie die schwere Arbeit, die ihr von ihrer Schwiegermutter auferlegt wurde. Sie war eine Anhängerin der Jodo-Shinshu-Richtung des Buddhismus, aber als sie nach einem Brand in ihrem Haus im Jahr 1942 einen Schamanen, Hirai Kenryū (平井 憲龍), kennenlernte, begann sie sich für Suigyō zu interessieren und besuchte Schreine. Als ihr Sohn 1944 eingezogen wurde und sie um sein Leben bangte, begann sie mit Heilsreden an Straßenecken. Sie machte die Erfahrung, dass in ihrem Inneren ein Gott wohnte.
Kitamura entwickelte charismatische Qualitäten, und 1945 wurde ein Kult um sie herum gegründet. Berühmt wurde sie mit Predigten wie „Uji no kojiki yo me o samase“ (蛆の乞食よ目をさませ) „Wacht auf, ihr Madenbettler“, und als „Tanzender Gott“ (踊る神様, Odoru kamisama) mit „Muga no mai“ (無我の舞) – „Tanz des Nichtselbst“. Seitdem bereiste sie Japans und besuchte mehr als 20 Länder in der ganzen Welt, um Gläubige anzuleiten. Die Glaubensgemeinschaft „Tenshō Kōtai Jingūkyō“ besitzt mehr als 400.000 Anhänger.
Kitamura Yoshito (北村 義人; gestorben 2007) übernahm nach Sayos Tod die Leitung der Glaubensgemeinschaft.
Tsuneo Kitamura (北村 経夫, Kitamura Tsuneo; geboren 1955), Mitglied der Liberaldemokratischen Partei, und Sitz im Oberhaus des japanischen Parlaments, ist ihr Enkel.